# Páka

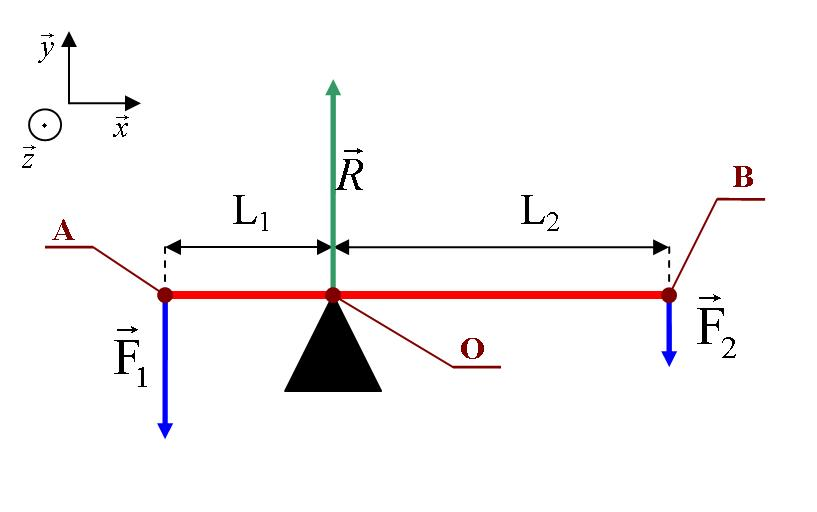
Dvojzvratná páka je v rovnováze, pokud F_{1}L_{1} = F_{2}L_{2}

Páka je jednoduchý stroj, tyč otočná kolem pevného bodu O (osy rotace). Břemeno působí na páku v bodě A, vzdálenost AO (= L1) je rameno břemene. Síla působí v bodě B a vzdálenost BO (= L2) tvoří rameno síly. 
Rovnováha na páce nastává, pokud je tíha břemene násobená délkou jeho ramena rovna velikosti síly násobené délkou ramene síly.
Páka se využívá nejčastěji pro zmenšení síly, protože velikost potřebné síly je nepřímo úměrná délce ramene. Čím delší rameno, tím menší působící síla je potřeba.
V obecnějším případě může na páku působit i více sil.

## Podmínka rovnováhy

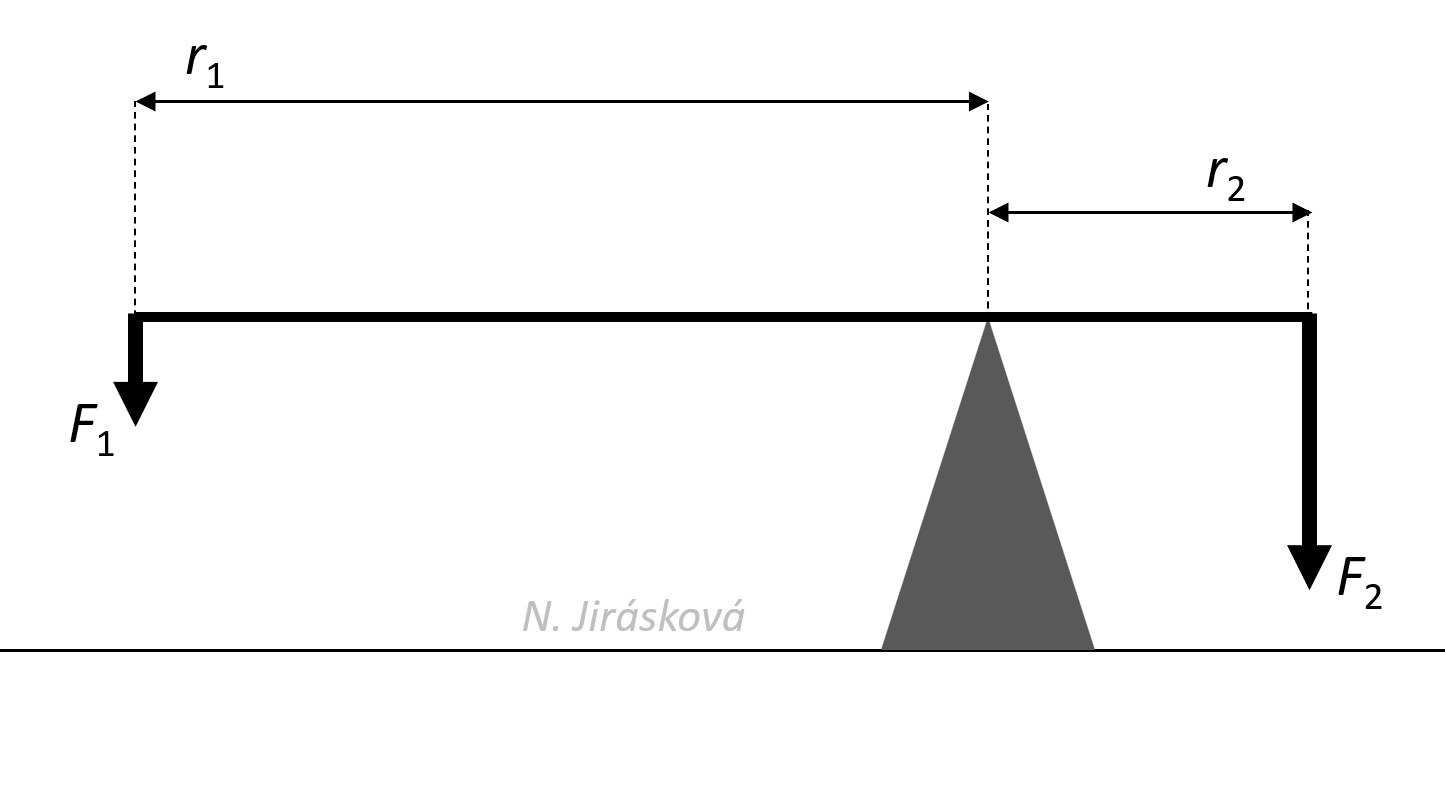
Dvojzvratná páka v rovnováze

Páka je v rovnováze, jestliže výsledný moment sil působících na páku je nulový:
Pokud na rameno r1 působí síla F1 a na rameno r2 síla F2, pak podmínku rovnováhy na páce vyjadřuje vzorec:
M1 = M2
F1 · r1 = F2 · r2

## Rozdělení
Páka může mít různé tvary – od rovné tyče podepřené v jednom místě (páčidlo), přes dvě páky spojené kloubem (kleště), přes zahnutý tvar (klika), k tvaru kola (volant). Páka je skrytá i v kladce a kole na hřídeli.

lis na česnek – jednozvratná páka

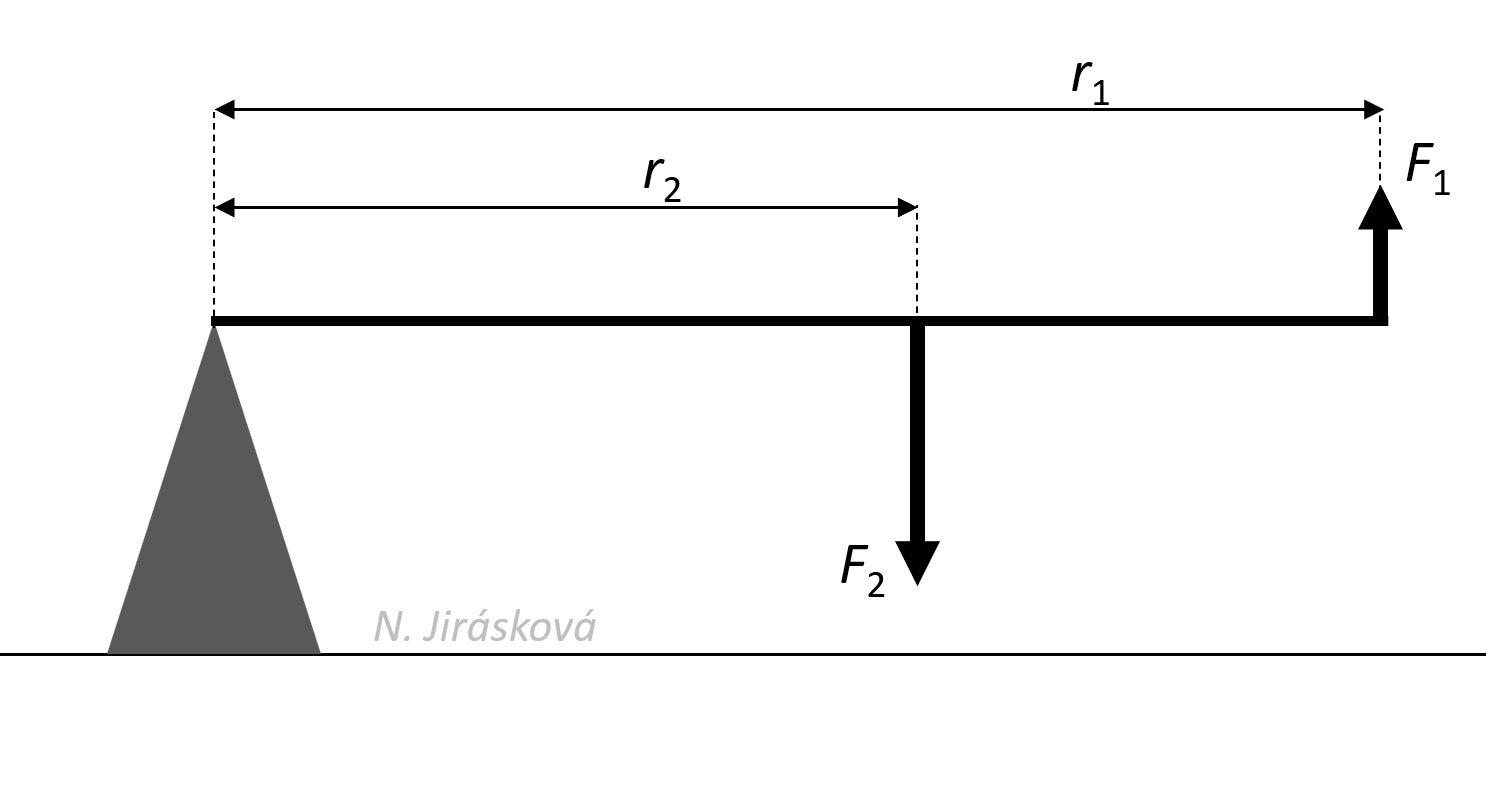
Jednozvratná páka

Podle umístění ramen páky vzhledem k ose otáčení lze páky rozdělit na:
1. dvojzvratné – ramena jsou na opačných stranách od osy rotace, síly F1 a F2 působí stejným směrem. Příkladem mohou být kuchyňské váhy nebo dětská houpačka.
2. jednozvratné – obě ramena jsou na stejné straně od osy rotace, síly F1 a F2 působí opačným směrem. Příkladem jednozvratné páky může být například stavební kolečko, otvírák na skleněné láhve (například láhev piva), louskáček (na ořechy), drtič česneku nebo kleštičky na nehty.

Podle délky ramen se páky dělí na:
1. rovnoramenné – rameno síly je stejně dlouhé jako rameno břemene,

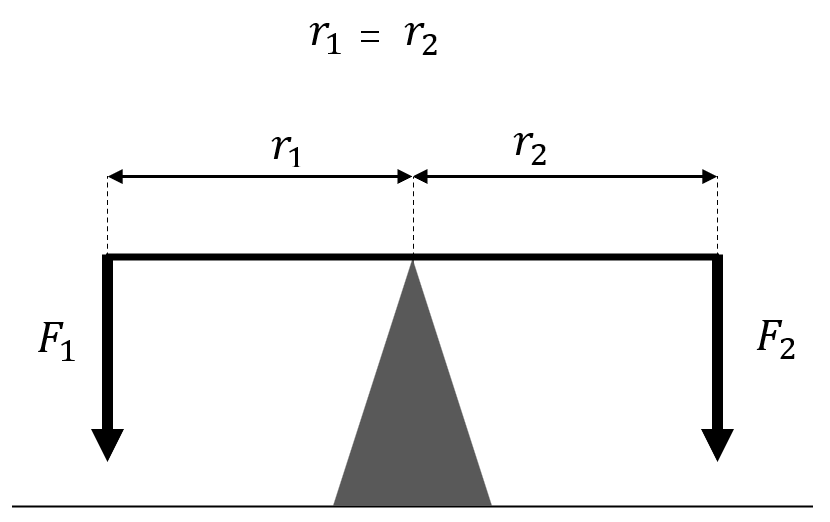
Rovnoramenná páka

1. nerovnoramenné – délka ramena síly je různá od ramene břemena.

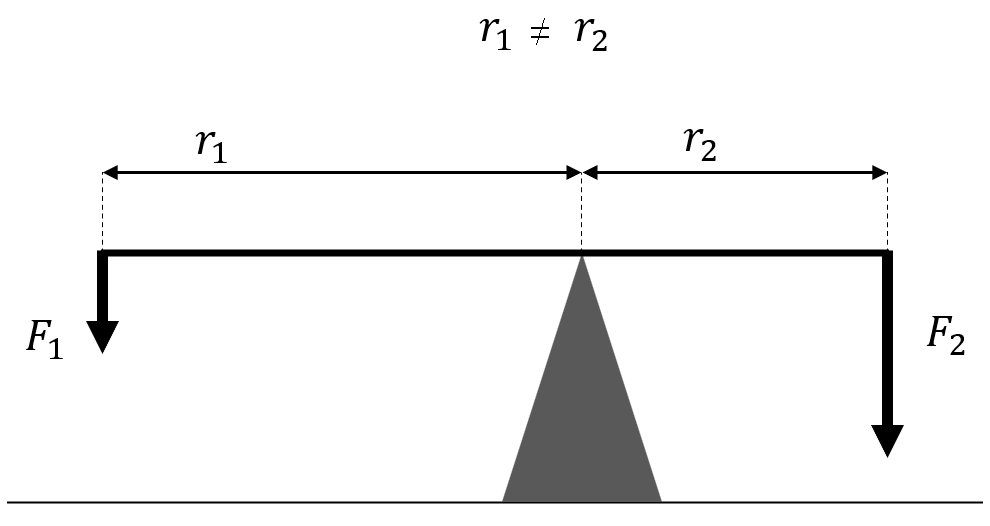
Nerovnoramenná páka

1. s proměnnou délkou ramen – typicky přezmen. Délka ramen se ovšem mění v závislosti na úhlu, který páka svírá s horizontálou a odpovídá funkci kosinus tohoto úhlu. Při malých výchylkách páky lze tuto závislost zanedbat..

## Příklady praktického použití

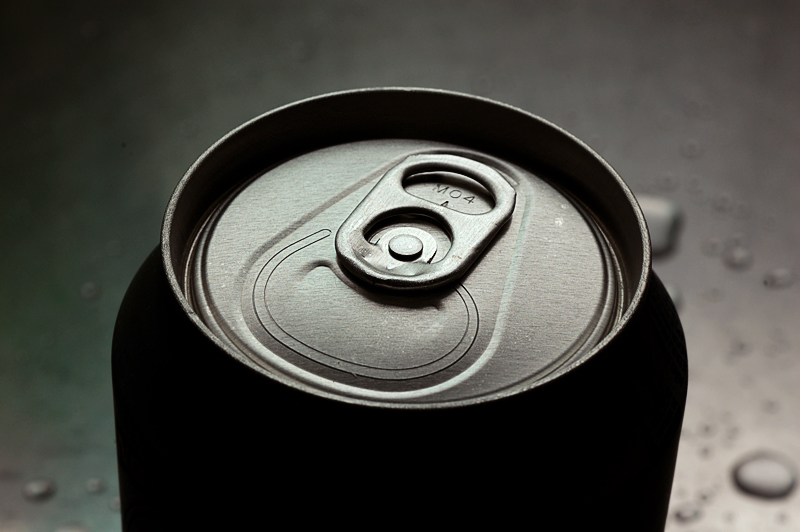
Otvírání plechovky

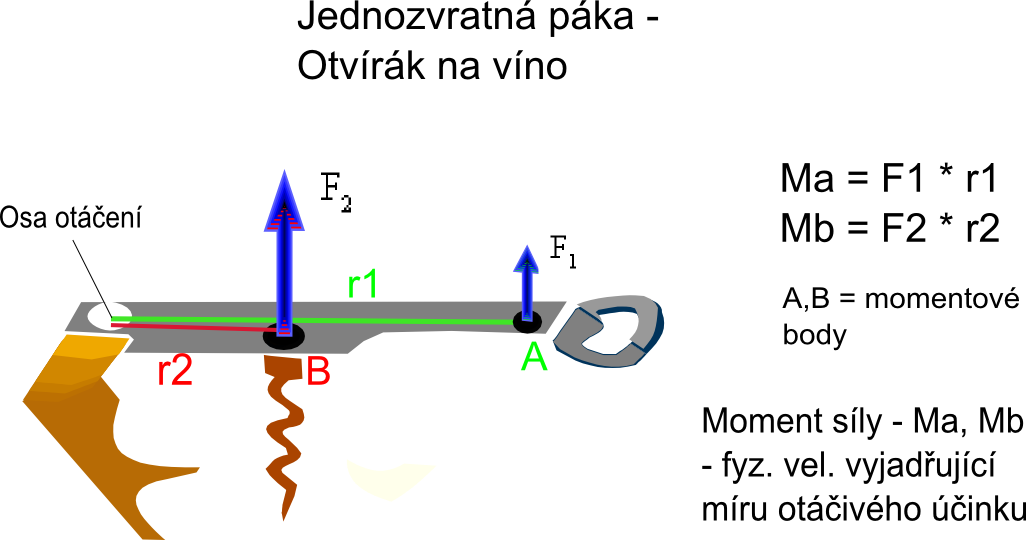
Pákový otvírák na víno na principu jednozvratné páky

Nástroje a zařízení využívající princip páky
- páčidlo
- nůžky
- kleště
- vesla
- houpačka
- nůžky na nehty
- trebuchet – obléhací prak
- zvedák
- pedál
- pantograf
- váhy (rovnoramenné i nerovnoramenné)
- kolíček na prádlo

Principu páky společně s principem kola na hřídeli užívají například
- volant
- vodovodní kohoutek
- převodovka

### Příklady nechtěného působení
- spoj čnělky